# Cheeseburn Grange
Cheeseburn Grange var en civil parish 1866–1955 när det uppgick i Stamfordham, i grevskapet Northumberland i England. Civil parish var belägen 17 km från Morpeth och hade 90 invånare år 1951.